# Saluria
Saluria is een geslacht van vlinders van de familie snuitmotten (Pyralidae), uit de onderfamilie Phycitinae.

## Soorten
- S. adenocera Turner, 1923
- S. albicostella Janse, 1922
- S. arcticostella (Ragonot, 1888)
- S. atrovenosella Chrétien, 1915
- S. breviculella Hampson, 1898
- S. callirrhoda (Turner, 1904)
- S. cancelliella Ragonot, 1888
- S. carminella Caradja, 1932
- S. carnescens Hampson, 1918
- S. cinerella Marion, 1957
- S. claricostella (Ragonot, 1888)
- S. ctenucha (Turner, 1913)
- S. chehirella Zerny, 1929
- S. chejelis Dyar, 1919
- S. desertella Hampson, 1918
- S. devylderi (Ragonot, 1888)
- S. discopunctella Amsel, 1968
- S. eremica Asselbergs, 2008
- S. erodella Ragonot, 1888
- S. flammella (Hampson, 1901)
- S. flavicosta Hampson, 1918
- S. furvella (Ragonot, 1888)
- S. grammivena Hampson, 1918
- S. hemiphaealis Hampson, 1912
- S. hilgerti Rothschild, 1915
- S. holochra (Turner, 1904)
- S. inficita (Walker, 1863)
- S. insignificella Hampson, 1918
- S. interpunctella Hampson, 1918
- S. jordanella Ragonot, 1888
- S. lentistrigella Hampson, 1918
- S. leuconeura Turner, 1913
- S. macrella (Ragonot, 1888)
- S. maculivittella Ragonot, 1887
- S. magnesiella Ragonot, 1888
- S. mesomelanella Hampson, 1918
- S. minutella Hampson, 1903

- S. musaeella Schaus, 1913
- S. neftensis Dufrane, 1955
- S. neotomella (Meyrick, 1879)
- S. neuricella Hampson, 1918
- S. nigritella (Ragonot, 1901)
- S. nilgiriensis Hampson, 1918
- S. nimbelloides de Joannis, 1927
- S. ochridorsella Ragonot, 1888
- S. opificella Zeller, 1867
- S. orgastica Meyrick, 1935
- S. paranensis Hampson, 1901
- S. pathetica Meyrick, 1935
- S. paucigraphella Ragonot, 1888
- S. pectigerella Ragonot, 1887
- S. pelochroa Turner, 1947
- S. pretoriae Janse, 1922
- S. proleucella Hampson, 1918
- S. psammetalla Hampson, 1918
- S. pulverata Janse, 1922
- S. pulverella (Marion, 1957)
- S. pulverosa Hampson, 1896
- S. purpurella Marion, 1957
- S. rhodoessa Turner, 1904
- S. rhodophaea Hampson, 1918
- S. rufella Hampson, 1918
- S. semirosella Hampson, 1918
- S. sepicostella Ragonot, 1888
- S. spurcella Ragonot, 1888
- S. stereochorda Turner, 1947
- S. stictophora Hampson, 1918
- S. subcarnella (Ragonot, 1888)
- S. subcostella Hampson, 1918
- S. tenuicosta Hampson, 1918
- S. tripartitella Ragonot, 1901
- S. varicosella (Ragonot, 1888)
- S. violodis Dyar, 1914